# ASSV Letmathe
Der ASSV Letmathe (offiziell: Allgemeiner Spiel- und Sportverein Letmathe 1898 e.V.) ist ein Sportverein aus Iserlohn im sauerländischen Märkischen Kreis. Die erste Fußballmannschaft spielte  sieben Jahre lang in der höchsten westfälischen Amateurliga.

## Geschichte
Der Verein wurde am 16. Oktober 1898 als TV Westfalia Letmathe durch unzufriedene Mitglieder des Letmather TV 1877 gegründet. Während der 1900er Jahre wurde eine Fußballabteilung gegründet. Im Jahre 1911 wurde der kurzlebige FC Letmathe gegründet. Nach dem Ende des Ersten Weltkrieges gründeten Mitglieder der beiden Vereine den heutigen ASSV Letmathe. Heimspielstätte der Fußballer war zunächst ab 1925 der Sportplatz im Ostfeld und seit 1964 das Waldstadion. Sportlich spielte der ASSV in den 1930er Jahren in der zweitklassigen 1. Bezirksklasse Südwestfalen.
Nach dem Ende des Zweiten Weltkriegs gelang den Letmather Fußballern im Jahre 1949 der Aufstieg in die Landesliga, die seinerzeit die höchste Amateurliga bildete. Die Entscheidung fiel durch einen 1:0-Entscheidungsspielsieg im neutralen Hamm gegen den TuS Bad Salzuflen. Ein Jahr später qualifizierte sich die Mannschaft für die eingleisige Landesliga und erreichte dort in der Saison 1951/52 den achten Platz. Nach einer Ligareform spielte die Landesliga ab 1952 fünfgleisig weiter. Im Jahre 1956 verpasste die Mannschaft die Qualifikation für die neu geschaffene Verbandsliga Westfalen und spielte viertklassig weiter. 1960 stieg der ASSV aus der Landesliga ab.
Erst im Jahre 1971 kehrten die Letmather in die Landesliga zurück und konnten die Spielklasse bis ins Jahr 1976 halten. In den folgenden Jahren rutschte der Verein bis in die Kreisliga B hinab. Nach einem kurzen Bezirksligaintermezzo in der Saison 1994/95 gelang im Jahre 1998 der erneute Aufstieg in die Bezirksliga. Von dort stieg die Mannschaft im Jahre 2005 wieder ab und spielte seit dem Aufstieg von 2015 in der Bezirksliga. Im Jahre 2023 ging es wieder runter in die Kreisliga A, bevor zwei Jahre später der Aufstieg in die Bezirksliga folgte.

## Persönlichkeiten
- Nassim Boujellab
- Alfred Preißler